# 夜花蝇子草
夜花蝇子草（学名：Silene noctiflora）为石竹科蝇子草属的植物。分布在哈萨克、伊朗、俄罗斯、欧洲以及中国大陆的新疆等地，生长于海拔1,300米至1,800米的地区，见于草地，目前尚未由人工引种栽培。

## 别名
夜花女娄菜（拉汉种子植物名称）